# Barna varangy
A barna varangy (Bufo bufo) a kétéltűek (Amphibia) osztályának békák (Anura) rendjébe, ezen belül a varangyfélék (Bufonidae) családjába tartozó faj.

## Előfordulása
A barna varangy Európában szinte mindenütt, Ázsia mérsékelt égövi részén Japánig, valamint Északnyugat-Afrikában honos. Írországban, Korzikán, Szardínia szigetén és a Baleár-szigeteken nem fordul elő. Magyarország legelterjedtebb kétéltű faja, szinte mindenhol előfordul, sík vidékeken, dombságokon és középhegységekben, ember közelében is, kertekben, pincékben, árokparton stb.

## Galéria

Barna varangy úszás közben

## Megjelenése

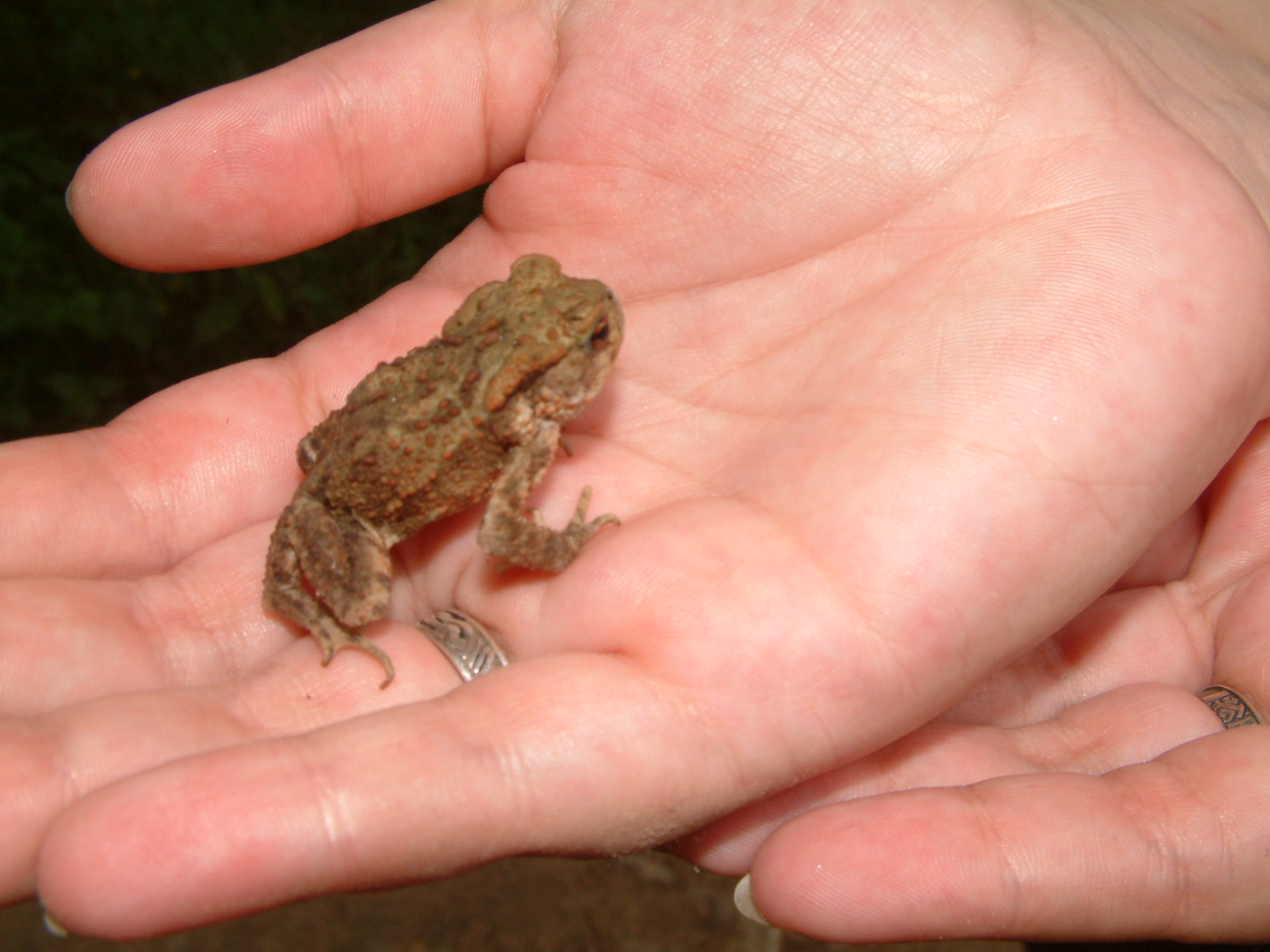
Fiatal példány

A hím legfeljebb 7 centiméter hosszú és 10–50 gramm testtömegű, a nőstény legfeljebb 13 centiméter hosszú és 50–120 grammot nyom. Az állat általában túlnyomórészt barna színű, szürkés vagy feketés foltokkal; testét olajzöld – Dél-Európában vöröses – szemölcsök borítják. A háton és a mellen található mirigyekben két különböző mérgező váladék termelődik, amelyek elriasztják egyes ellenségeit. Mellső lábával kapja el zsákmányát; párzáskor a hím ezzel karolja át a nőstényt. Úszóhártyával rendelkező hátsó lába nagyobb és erősebb, a meghajtást szolgálja. Egy átlátszó, védő „harmadik szemhéj”, a pislogóhártya segítségével a béka a víz alatt is lát. A száj elülső részében található ízület révén a béka akár 10 centiméter hosszúra is megnövő, ragadós, rózsaszínű nyelvét képes lasszószerűen előre- és visszalendíteni. Ezt a reflexszerű mozgást minden tárgy kiváltja, amelynek nagysága körülbelül megegyezik a zsákmány nagyságával.

## Életmódja
A barna varangy a környezetével szemben nem támaszt különleges igényeket. A síkságoktól a hegyvidékekig, több mint 2000 méter magasságig mindenütt találkozhatunk vele. Természetes erdőkben és erdős pusztákon éppen úgy előfordul, mint az emberi településeken, valamint kisebb álló- és folyóvizek partján. Az állat magányos. Tápláléka különböző gerinctelen állatokból áll. Férgeket, csigákat, pókokat és sok kerti kártevőt fogyaszt el, ezzel hasznot hajt. Vadászterületét lassan járja be, áldozatához óvatosan közeledik. Hosszú, tapadós nyelve nyílsebesen kilövell és a rovart már meg is fogta. Ha fenyegetve érzi magát, figyelmeztető helyzetet vesz fel, merev lábain felemelkedik, testét felfújja, fejét előrehajtja és előre-hátra himbálja magát. Ezzel az ijesztő trükkel gyakran megmenekül, ellensége nem meri megtámadni. A barna varangy 30–40 évig is élhet. Szeptember végén vagy október elején bújik el telelelő helyére.

## Szaporodása
A hím 4–5, a nőstény 3–4 éves korban éri el az ivarérettséget. A párzási időszak március–április között van. A nőstény 3000–12 000 petét rak, de csak 2–3 petéből válik ivarérett varangy. A lárvaállapot körülbelül 12 hétig tart.
|  |  |  |  |